# Processidae
Processidae is een familie van kreeftachtigen uit de klasse van de Malacostraca (hogere kreeftachtigen).

## Geslachten
- Ambidexter Manning & Chace, 1971
- Clytomanningus Chace, 1997
- Hayashidonus Chace, 1997
- Maryprocessa Hendrickx, 2012
- Nikoides Paul'son, 1875
- Processa Leach, 1815 in Leach, 1815-1875